# Hotell Paradiset
Hotell Paradiset (originaltitel: Hotel Rai / Paradise Hotel) är en dokumentärfilm från 2010 som är gjord av Sophia Tzavella. Den visades på bland annat SVT i juni 2013. Undertitel på SVT var "Dokumentär om ett romskt ghetto i Bulgarien." SVT har sammanfattat filmen på följande sätt: "Det byggdes för 25 år sedan för att göra slut på slummen som romerna bodde i och kallades Paradise Hotel. Något paradis är det inte längre men trots detta deklarerar många boende sin kärlek till kvarteret."

## Handling
Filmen skildrar livet för bulgariska romer som sedan slutet av 1970-talet, 1978, har bott i det lägenhetshus som uppfördes av det dåtida bulgariska kommunistpartiet. Detta gjordes, enligt filmen, som ett socialt experiment där målet var att bli av med traditionella romska bosättningar. Lägenhetshuset benämns i filmen som "Hus 20" av en byggnadsingenjör som projekterade huset. Filmen skildrar framförallt de levnadsvillkor som råder i hus 20, där det saknas exempelvis el, rinnande vatten, vitvaror och fönster. Den bild som presenteras i filmen framhåller att de som bor i huset lever under förhållanden som kan beskrivas som svåra och i många fall ohälsosamma. Det presenteras aldrig någon tydlig förklaring till varför området och huset har förfallit som det har gjort. Citat från personer som bor i huset pekar mot att det är de boende som har åstadkommit detta och att de får skylla sig själva. Sekvenser i filmen visar, förutom en sliten och nedgången inomhusmiljö, även området utanför, där sopor är samlade utanför huset. I vissa sekvenser visas även hur sopor och avfall slängs direkt från balkonger i huset.
Det framgår vidare att el och har stängts av i området samt att sophämtning även slutat ske.
I en intervju har filmens regissör beskrivit området och dess förfall som ett resultat av fri vilja från de boende i området och att de erbjöds samma moderna levnadsstandard som resten av den bulgariska befolkningen levde i under slutet av 1970-talet. Vidare lyfter regissören fram att det finns en problematik med integrationen av romer i Bulgarien men även de positiva erfarenheter hon fick under arbetet med filmen. I samma intervju nämns att byggnaden har rivits.